# Hieracium caperatum
Hieracium caperatum es una especie de planta con flor del género Hieracium, de la familia Asteraceae, orden Asterales.

## Distribución
Hieracium caperatum se distribuye por Finlandia y Suecia.

## Taxonomía
Fue descrita científicamente por Johanss. Fue publicada en Ark. Bot. 7(12): 38 (1908).